# Neutrale Moresnet
Neutrale Moresnet (fransk udtale: [mɔ.ʁɛ.nɛ]) var et lille belgisk–prøjsisk kondominat i Europa som fandtes fra 1816 til 1920. Det var administreret i fællesskab af Det Forenede Kongerige Nederlandene (Belgien efter dets uafhænighed i 1830) og Kongeriget Preussen. Efter 1830 grænsede territoriets nordligste punkt på Vaalserberg til den hollandske provins Limburg, den prøjsiske provins Rheinland og den belgiske provins Liège. I dag er det kendt som Trelandshjørnet hvor Belgiens, Tysklands og Hollands grænser mødes.
Under 1. verdenskrig blev Neutrale Moresnet annekteret af Tyskland, omend anneksionen ikke blev internationalt anerkendt. Våbentilstanden i november 1918 tvang Tyskland til at trække sig tilbage fra Belgien og Moresnet. Et år senere tildelte Versailles-freden Moresnet til Belgien. Overtagelsen skete 10. januar 1920 da territoriet blev den belgiske kommune Kelmis. I begyndelsen af det 20. århundrede var der initiativer om at etablere en esperanto-talende stat, kaldet Amikejo (oversat: Venskabsstedet),  på Neutrale Moresnets territorium.
Under 2. verdenskrig blev Kelmis og det omkringliggende område igen annekteret af Tyskland, og navnet ændret tilbage til Moresnet, men territoriet blev givet tilbage til Belgien i 1944.

## Historie

### Etablering
Efter sammenbruddet af Napoleons kejserdømme blev Europas grænser omtegnet af Wienerkongressen i 1814-15. En af grænserne var mellem det nyoprettede Forenede Kongerige Nederlandene og Kongeriget Preussen. De to lande kunne enes om hovedparten af grænsen, men Moresnet var et problem, specielt fordi zinkspat-minen Altenberg (tysk navn) eller Vieille Montagne (fransk navn) lå der. Både Nederlandene og Preussen ville have denne værdifulde resurse, som var nødvendig for at producere zink og messing – på den tid var Bristol i England det eneste andet sted med produktion af zink.
I december 1815 mødtes nederlandske og prøjsiske repræsentanter i det nærliggende Aachen, og 26. juni 1816 blev der indgået et kompromis som delte området Moresnet i tre dele. Selve landsbyen Moresnet ville blive en del af den nederlandske provins Liège. Den prøjsiske landsby Moresnet (omdøbt til Neu-Moresnet efter 1. verdenskrig) ville blive en del af den prøjsiske provins Rheinland. Og minen med den nærliggende mineby ville blive en neutralt territorium hvor dets parter etablerede en fælles administration.
Da Belgien fik sin uafhængighed fra Nederlandene i 1830, overtog Belgien den nederlandske rolle i Neutrale Moresnet.

### Grænser
Neutral Moresnet havde en omtrentlig trekantet form. Den sydlige grænse udgjordes af landevejen mellem Aachen og Liège. Minen og  minebyen lå lige nord for landevejen. Mod øst og vest gik to lige linjer som mødtes i en spids på Vaalserberg.

### Flag
Fra 1883 brugte Neutrale Moresnet en trikolore med vandrette striber i sort, hvid og blå. Oprindelsen er uklar, og er blevet forklaret to forskellige måder:
- Nogle siger at farverne blev taget fra de to stridende parters flag, med sort og hvid fra Preussen og hvid og blå fra Nederlandene.
- Ifølge Flags of the World er farverne sandsynligvis taget fra mineselskabets Vieille Montagnes emblem.[4]

### Status
Territoriet blev styret af to kongelige kommissærer, en fra hver naboland. kommissærerne var ofte embedsmænd fra byerne Verviers i Belgien og Eupen i Preussen. Administrationen blev ledet en borgmester som blev udpeget af kommissærerne.
Napoleons Code civil som indført under fransk styre forblev i kraft i Neutrale Moresnets levetid. Men der var ingen domstole i Neutrale Moresnet, så belgiske og prøjsiske dommere kom og afgjorde retssager. Borgmesterens administrative beslutninger kunne ikke appelleres til domstole.
I 1859 fik Neutrale Moresnet en større grad af selv-administration ved etablering af et byråd med 10 medlemmer. Byrådet blev udpeget af borgmesteren og havde kun rådgivende funktion. Befolkningen havde ingen stemmeret.
Livet i Neutrale Moresnet var domineret af Vieille Montagne mineselskabet som ikke bare var den største arbejdsgiver, men også stod for boliger, butikker, et hospital og en bank. Minen tiltræk mange arbejdede fra nabolandene, så befolkningstallet øgedes fra 256 i 1815 til 2.275 i 1858 og 4.668 i 1914. De fleste tjenester såsom postvæsen var delt mellem Belgien og Preussien (på en lignende måde som i Andorra). Der var 5 skoler i området, og prøjsiske indbyggere kunne gå i skole i prøjsiske Moresnet.
Det havde flere fordele at bo området. Blandt andet lave skatter, ingen importtold fra begge nabolande og lave priser sammenlignet med priserne på den anden side af grænserne. En ulempe ved deres specielle status var at indbyggerne i Neutrale Moresnet blev anset for at være statsløse.
Mange immigranter bosatte sig i Moresnet for at undgå militærtjeneste, men i 1854 begyndte Belgien at indkalde borgere som var flyttet til Moresnet til aftjening af værnepligt, og Preussien gjorde det samme i 1874. Fra da af var kun efterkommende af de originale indbyggere fritaget fra militærtjenste.

### Valuta
Neutral Moresnet havde ikke sin egen møntfod. Franske franc var gyldigt betalingsmiddel. Valutaerne fra Preussien (og efterfølgende Tyskland efter 1871), Belgien og Holland var også i cirkulation. I 1848 kom med nogle lokale mønter, men de blev ikke anset som officielle.

### Usikker fremtid
Da minen var tømt i 1885, kom der tvivl om Neutrale Moresnets overlevelse. Flere ideer til at gøre området mere selvstændigt kom frem:
I 1886 prøvede Wilhelm Molly (1838–1919), minens cheflæge og en ivrig filatelist at organisere en lokal posttjeneste med egne frimærker. Foretagendet blev hurtig forhindret ved indgriben fra Belgien.
Der blev etableret et kasino i august 1903 efter Belgien tidligere havde tvunget alle sådanne til at lukke. Moresnets kasino blev drevet med strenge begrænsninger. Ingen lokale indbyggere måtte spille, og højst 20 personer måtte samles på samme tid. Det blev opgivet da kejser Wilhelm 2. truede med at opdele Moresnet eller overlade det til Belgien for at stoppe gambling. På samme tid havde området tre destillerier som lavede gin.
Det mest bemærkelsesværdige initiativ kom i 1908 da Wilhelm Molly foreslog at gøre Neutrale Moresnet til verdens første esperanto-talende land, kaldet Amikejo ("venskabsstedet"). Den foreslåede nationalsang var en march med samme navn. 
Et antal beboere lærte esperanto og et blev afholdt et møde i Kelmis for at støtte oprettelsen af Amikejo 13. august 1908. Esperantoverdenskongressen i 1908 som blev afholdt i Dresden, erklærede endda Neutrale Moresnet verdenshovedstad for esperanto-samfundet.
Men tiden var ved at rinde ud for det lille område. Hverken Belgien eller Preussen (nu som en del af Det Tyske Kejserrige havde opgivet deres originale krav på det. Omkring 1900 begyndte især Tyskland at tage en mere aggressiv holdning overfor Neutrale Moresnet og blev beskyldt for sabotage og modarbejdelse af den administrative proces for at presse sagen.

### Første verdenskrig
Første verdenskrig medførte enden på neutraliteten. 4. august 1914 invaderede Tyskland Belgien. I starten blev Neutrale Moresnet efterladt som "en oase i ørkenen af destruktion". I alt blev 147 borgere i Neutrale Moresnet dræbt, men det er uklart om de blev dræbt inden i territoriet eller i kampe udenfor dets grænser. 27. juni 1915 blev Neutrale Moresnet annekteret af Preussen, men annekteringen fik aldrig international anerkendelse.
I 1918 tvang våbenhvilen mellem Frankrig og Tyskland, underskrevet på våbenstilstandsdagen 11. november i Compiègne Tyskland til at trække sig ud af Belgien og også Moresnet. Det førte også til afsættelsen af borgmester Wilhelm Kyll, en tysker som blev indsat efter den tyske invasion.
28. juni 1919 afgjorde Versaillestraktaten den strid som havde skabe det neutrale territorium et århundrede tidligere ved at tildele Neutrale Moresnet, sammen med Prøjsiske Moresnet og de tyske kommuner Eupen og Malmédy til Belgien. Traktaten trådte i kraft 10. januar 1920, og Neutrale Moresnet blev da en belgisk kommune.
For at skelne området fra den allerede eksisterende by Moresnet (i nabokommunen Plombières) blev Neutrale Moresnet omdøbt til Kelmis (Fransk: La Calamine) efter kelme, det lokale dialektord på limburgsk for zinkspat.
Efter annekteringen forblev den daværende borgmester Pierre Grignard i embedet og blev den første borgmester i Kelmis. De ti medlemmer af Neutrale Moresnets byråd blev medlemmer af Kelmis' byråd efter at de prøjsiske medlemmer havde afsværget deres tidligere nationalitet. De forblev medlemmer indtil valget af et nyt byråd 7. februar 1923.

### Historie efter annekteringen
Efter 1920 delte Moresnet historie med Eupen og Malmédy. Tyskland annekterede igen området kortvarigt under 2. verdenskrig, men returnede det til Belgien i 1944. Siden 1973 har Kelmis udgjort en del af Det tysksprogede fællesskab i Belgien. I 1977 blev Kelmis sammenlagt med nabokommunerne Neu‑Moresnet og Hergenrath.
Et lille museum i Neu‑Moresnet, Göhltal Museum, har udstillinger om Neutrale Moresnet. Mere end 50 af af de 60 grænsepæle som oprindeligt markerede Neutrale Moresnets grænser, står endnu.
Selskabet Vieille Montagne overlevede Neutrale Moresnet. Det findes stadig som VMZINC, som en del af Union Minière som blev omdøbt i 2001 til Umicore, et multinationalt mineselskab.

## Ledere i Neutrale Moresnet

### Kongelige kommissærer
| Navn | Periode                                         | Noter                                           | Navn                                             | Periode                                          | Noter                                            |
| --- | ----------------------------------------------- | ----------------------------------------------- | ------------------------------------------------ | ------------------------------------------------ | ------------------------------------------------ |
| Udpeget af Det Forenede Kongerige Nederlandene:                                                                           | Udpeget af Det Forenede Kongerige Nederlandene: | Udpeget af Det Forenede Kongerige Nederlandene: | Udpeget af Kongeriget Preussen:                  | Udpeget af Kongeriget Preussen:                  | Udpeget af Kongeriget Preussen:                  |
| Werner Jacob | 8. december 1817 – 2. december 1823             | Advokat                                         | Wilhelm Hardt                                    | 6. august 1817 – 1819                            | Minekonsulent                                    |
| Werner Jacob | 8. december 1817 – 2. december 1823             | Advokat                                         | Johann Martin Daniel Mayer                       | 22. april 1819 – Marts 1836                      | Minekonsulent                                    |
| Joseph Brandès | 2. december 1823 – 1830                         | Skoleinspektør                                  | Johann Martin Daniel Mayer                       | 22. april 1819 – Marts 1836                      | Minekonsulent                                    |
| Embedet står tomt på grund af den belgiske revolution, efterfulgt af kongelige kommissærer udpeget af Kongeriget Belgien: |                                                 |                                                 | Johann Martin Daniel Mayer                       | 22. april 1819 – Marts 1836                      | Minekonsulent                                    |
| Lambert Ernst | 8. juni 1835 – 1840                             | Viceanklager i appelretten i Liège              | Johann Martin Daniel Mayer                       | 22. april 1819 – Marts 1836                      | Minekonsulent                                    |
| Lambert Ernst | 8. juni 1835 – 1840                             | Viceanklager i appelretten i Liège              | Heinrich Martins                                 | 9. juli 1836 – 9. november 1853 eller 1854       | Minekonsulent                                    |
| Mathieu Crémer | 1. februar 1840 – 1889                          | Dommer i Verviers                               | Heinrich Martins                                 | 9. juli 1836 – 9. november 1853 eller 1854       | Minekonsulent                                    |
| Mathieu Crémer | 1. februar 1840 – 1889                          | Dommer i Verviers                               | Peter Benedict Joseph Amand von Harenne          | 11. august 1852 eller 1854 – 7. januar 1866      | Distrikskommissær i Eupen                        |
| Mathieu Crémer | 1. februar 1840 – 1889                          | Dommer i Verviers                               | Freiherr von der Heydt                           | 12. december 1866 – 1868                         | Tidligere distrikskommissær i Eupen              |
| Mathieu Crémer | 1. februar 1840 – 1889                          | Dommer i Verviers                               | Edward Gülcher                                   | 1868–1871                                        | Distrikskommissær i Eupen                        |
| Mathieu Crémer | 1. februar 1840 – 1889                          | Dommer i Verviers                               | Alfred Theodor Sternickel                        | 18. juni 1871 – april 1893                       | Distrikskommissær i Eupen                        |
| Fernand Jacques Bleyfuesz                                                                                                 | 30. november 1889 – 27. marts 1915              | Distrikskommissær i Verviers                    | Alfred Theodor Sternickel                        | 18. juni 1871 – april 1893                       | Distrikskommissær i Eupen                        |
| Fernand Jacques Bleyfuesz                                                                                                 | 30. november 1889 – 27. marts 1915              | Distrikskommissær i Verviers                    | Alfred Jakob Bernhard Theodor Gülcher            | 18. april 1893 – 1. januar 1909                  | Distrikskommissær i Eupen                        |
| Fernand Jacques Bleyfuesz                                                                                                 | 30. november 1889 – 27. marts 1915              | Distrikskommissær i Verviers                    | Walter Karl Maria The Losen                      | 13. januar 1909 – 1. november 1918               | Distrikskommissær i Eupen                        |
| De facto slutning på belgisk kontrol som følge af tysk besættelse 4. august 1914                                          |                                                 |                                                 | Walter Karl Maria The Losen                      | 13. januar 1909 – 1. november 1918               | Distrikskommissær i Eupen                        |
| Dr. Bayer (fungerende) | 27. marts – 27. juni 1915                       | Civilkommissær i Verviers                       | Walter Karl Maria The Losen                      | 13. januar 1909 – 1. november 1918               | Distrikskommissær i Eupen                        |
| Annekteret af Preussien i 1915 uden international anerkendelse                                                            |                                                 |                                                 |                                                  |                                                  |                                                  |
| Fernand Jacques Bleyfuesz                                                                                                 | November 1918 – 10. januar 1920                 | Distrikskommissær i Verviers                    | Embedet står tomt på grund af våbenhvilen i 1918 | Embedet står tomt på grund af våbenhvilen i 1918 | Embedet står tomt på grund af våbenhvilen i 1918 |

### Borgmestre
| Navn                                              | Periode                            |
| ------------------------------------------------- | ---------------------------------- |
| Arnold Timothée de Lasaulx                        | 1817 – 2. februar 1859             |
| Adolf Hubert van Scherpenzeel-Thim                | 2. februar 1859 – 30. maj 1859     |
| Posten er ledig (30. maj 1859 - 1. juli 1859)     |                                    |
| Joseph Kohl                                       | 1. juli 1859 – 7. februar 1882     |
| Oskar Anton Bilharz                               | 7. februar 1882 – 20. juni 1885    |
| Hubert Schmetz                                    | 20. juni 1885 – marts 1915         |
| Posten er ledig (15. marts 1915 - 29. marts 1915) |                                    |
| Wilhelm Kyll                                      | 29. marts 1915 – 7. december 1918  |
| Pierre Grignard                                   | 7. december 1918 – 10. januar 1920 |

## Yderligere læsning
- Earle, Peter C. (2012-08-04). "Anarchy in the Aachen". Mises Institute. Hentet 2017-09-07.
- Earle, Peter C. (2014). A Century of Anarchy: Neutral Moresnet through the Revisionist Lens. Intangible Goods. ISBN 978-0-9913059-5-7.
- Press, Steven Michael (2010-06-29). To Govern, or Not to Govern: Prussia, Neutral Moresnet. Rochester, NY: Social Science Research Network.